# Heinrich-Haus
Die Heinrich-Haus gGmbH ist ein soziales Dienstleistungsunternehmen im nördlichen Rheinland-Pfalz  für Menschen mit Körper-, Lern- und Sinnesbehinderungen sowie für Senioren. Geschäftsführer sind Thomas Linden, Dirk Rein und Frank Zenzen. Rektor ist Pastor Paul Freialdenhoven, der zudem Teil des Seelsorgeteams ist, da als katholische Einrichtung die Seelsorge ein wichtiges Fundament der Arbeit im Heinrich-Haus ist.
Das Heinrich-Haus ist ein Unternehmen der Josefs-Gesellschaft Köln (JG-Gruppe), die bundesweit mit vielfältigen Einrichtungen für Menschen mit Behinderung, Schulen, Werkstätten, Krankenhäusern und Seniorenheimen tätig ist. Es wurde am 30. Oktober 1928 eingeweiht, nachdem die Josefs-Gesellschaft von der Preußischen Domänenverwaltung das Schloss Engers und 19 Morgen Gelände erwarb und hier eine Heim-, Heil- und Lehranstalt für Menschen mit Behinderung errichtete. Seitdem wurde das Angebot stetig weiterentwickelt. Benannt wurde es nach Heinrich Sommer, einem katholischen Geistlichen, Pionier der Behindertenarbeit und Gründer der Josefs-Gesellschaft, sowie dem Wohltäter Heinrich Heide aus New York.
Im Heinrich-Haus leben, arbeiten und lernen Schulkinder, Jugendliche erlernen einen Beruf und Erwachsene mit Behinderung arbeiten in den Werkstätten. Sie werden durch soziale, schulische, berufliche und medizinische Rehabilitation unterstützt. Das Angebot unter dem Motto „Im Mittelpunkt der Mensch“ umfasst zudem Medizinische und Therapeutische Dienste, Ambulante Pflegedienste und Beratung. Ein Seniorenzentrum gehört ebenfalls zur gGmbH.

## Bildung & Arbeit
Zum Heinrich-Haus gehören drei staatlich anerkannte private Schulen mit unterschiedlichen Förderschwerpunkten: die Christiane-Herzog-Schule mit dem Förderschwerpunkt Motorische Entwicklung in Neuwied-Engers, die Wilhelm-Albrecht-Schule mit dem Förderschwerpunkt Ganzheitliche und Motorische Entwicklung in Höhn/Westerwald und die Berufsbildende Schule in Neuwied-Heimbach-Weis. Allen Schulen gemein ist der Anspruch, die Teilhabe und die berufliche Eingliederung zu fördern. Die Schüler können die gleichen Abschlüsse wie an öffentlichen Schulen erreichen.
Im Berufsbildungswerk (BBW) mit integrierter Berufsbildender Schule und angeschlossenem Internat qualifiziert das Heinrich-Haus seit 1976 junge Menschen mit Behinderung in mittlerweile mehr als 30 Berufen. Während und nach der Ausbildung werden sie beraten und unterstützt auf ihrem Weg in ein Arbeitsverhältnis. Das BBW ist Mitglied der Qualitätsgemeinschaft der sieben Berufsbildungswerke für Hör- und Sprachgeschädigte und für die Arbeit mit Hörgeschädigten zertifiziert.
Im Beruflichen Assessment- und Förderzentrum (AFZ) des Heinrich-Hauses werden junge Menschen mit Behinderung bei der Suche nach einem möglichst geeigneten Ausbildungs-, Arbeits- oder Beschäftigungsplatz begleitet. Zu den Leistungen gehören verschiedene Diagnose- und Testverfahren, das Erproben praktischer Fähigkeiten in Betrieben und das Empfehlen sowie Vermitteln von Maßnahmen für die Schule, die Ausbildung oder eine Arbeitsstelle.
Im Heinrich-Haus finden Menschen mit Behinderung einen Arbeitsplatz, der auf den jeweiligen Hilfebedarf und die individuellen Stärken zugeschnitten ist. Hierfür stehen Werkstätten in Engers, Heimbach-Weis, St. Katharinen und im Industriegebiet Neuwied, Förderstätten und Produktionsbetriebe zur Verfügung, darunter eine Autowerkstatt, Culterra (Floristik, Garten- und Landschaftsbau), CAP-Markt, Farbtechnik und Raumgestaltung, Wäscherei, Holzzentrum, mittelrhein Logistik und KWN Neuwied (Elektro-/Industriemontage, Metallbau, Aktenvernichtung, Grafik und Druck). Die Handwerksleistungen und Dienstleistungen sind für den privaten und gewerblichen Bedarf ausgerichtet. Zudem hat das Heinrich-Haus zwei Integrationsfirmen gegründet: 1994 die DLC (Dienst-Leistungs-Center) Neuwied gGmbH und 2003 die DG Mittelrhein GmbH in Bendorf.

## Gesundheit
Im Medizinischen Versorgungszentrum (MVZ) und auch im Medizinischen Behandlungszentrum für Menschen mit geistiger oder schweren Mehrfachbehinderungen (MZEB) bietet das Heinrich-Haus an verschiedenen Standorten ein umfassendes medizinisches und therapeutisches Angebot mit spezialisierten Ärzten, Therapeuten und Beratungsstellen. Dabei sind die Praxen offen für alle Patienten (alle Krankenkassen). Sie müssen nicht im Heinrich-Haus leben oder arbeiten, um die medizinischen und therapeutischen Angebote in Anspruch zu nehmen.

## Wohnen & Leben
Das Heinrich-Haus bietet in Engers, Bendorf-Sayn und Heimbach-Weis sowie in Neuwied, Kettig und Koblenz verschiedenste Wohn- und Lebensräume für Kinder, Jugendliche und Erwachsene mit Behinderung oder Beeinträchtigung. Im 2008 eröffneten Seniorenzentrum in Engers stehen Wohnplätze für Senioren ab dem 65. Lebensjahr zur Verfügung: ausschließlich Einzelzimmer mit eigenem Bad und speziell für Demenzerkrankungen geschultem Personal.
1997 wurde der ambulante Pflegedienst Heinrich-Haus mobil ins Leben gerufen und unterstützt seitdem zahlreiche Pflege- und Assistenzbedürftige ältere, kranke oder auch behinderte Menschen in der Region. Die Mitarbeiter übernehmen nicht nur die Grund- und Behandlungspflege sowie Verhinderungspflege, sondern helfen beispielsweise auch bei der HaushaltsführungHausarbeit, beim Einkauf, bei Arztbesuchen und kümmern sich um notwendige technische Assistenz. Zu den Leistungen des ambulanten Pflegedienstes gehörent auch die Kurzzeitpflege und auf Wunsch Pflegeberatungsbesuche und die Einrichtung eines Notrufsystems.[4] 2017 feierte er sein 20-jähriges Jubiläum. Das Heinrich-Haus ist der Träger der Beratungs- und Koordinierungsstelle im Pflegestützpunkt Neuwied 2. Der Fahrdienst des Heinrich-Hauses befördert Menschen, mit und ohne Handicaps, zu ihrem Ziel.